# Glaser-Dirks DG-300
Dimensions
Le DG-300 est un planeur monoplace de performance de classe FAI standard. Il a été conçu par Wilhelm Dirks et construit par la société Glaser-Dirks, ensuite par DG Flugzeugbau et enfin par la société Elan devenue AMS en Slovénie.
Un total de 511 exemplaires toutes versions confondues ont été produits depuis 1983.
Les planeurs comparables chez autres constructeurs sont le Rolladen-Schneider LS4 et le Schempp-Hirth Discus.

## Description générale
Le DG-300 est équipé d'une aile non pourvue de volets de courbure et a une forme basée sur le faucon par Hansjörg Streifeneder. Elle utilise le profil QG 21/II, avec une épaisseur relative de 17,5 %.
Cette aile est « soufflée » sur l'intrados par 900 petits trous pour contrôler le passage en écoulement turbulent.
Comme avec n'importe quel planeur de compétition, l'épaisseur de l'aile le rend relativement sensible à la perte de performance due à la contamination par des insectes ou de la pluie.
C'est un planeur agile et un bon grimpeur, mais légèrement sous-performant comparé à ses concurrents dans le vol de croisière, particulièrement aux vitesses élevées.
Une évolution du DG-300, le DG-303 équipé d'un nouveau profil et de winglets qui fournit un rendement plus élevé aux basses et moyennes vitesses avec un taux de réponse plus élevé des ailerons.
Une version entièrement acrobatique (l'Acro) est également disponible, qui est qualifié pour des facteurs de charges de +7/-5g. 
Le DG-300 a les dispositifs typiques de DG, ce qui améliore le confort et la sécurité pour un coût compétitif. Il a le grand habitacle caractéristique de DG donnant un excellent confort, particulièrement pour le vol à haute altitude où la verrière intégrale permet aux pieds d'être chauffés par lumière du soleil. La vue de l'habitacle est superbe, s'ajoutant au plaisir et à la sûreté du vol.
Après la faillite de Glaser-Dirks, la nouvelle société DG Flugzeugbau GmbH assure l'entretien de ces planeurs.

## Modification majeure
- Ailes : longeron renforcé par enroulage de matériaux composites (fibre de verre), peau d'aile constituée de matériaux composites.
- Profondeur : Matériau composite et mousse.
- Dérive verticale : Matériau composite et mousse.
- Fuselage : Matériau composite et mousse.
- Queue conventionnelle en T avec une gouverne de profondeur fixe et une partie mobile.
- Train d'atterrissage suspendu rétractable.
- Large roue principale 5"x5" et une roue de queue de 200x50mm.
- Manche à parallélogramme déformable.
- Système de compensateur de profondeur avec une gâchette.
- Connexion automatique des commandes de vol
- Aérofrein de type Schempp-Hirth sur l'extrados
- Ballast d'aile de 130 ou 190 litres
- Grande verrière qui donne une excellente visibilité.

## Versions
- Le DG-300 Club a un train d'atterrissage fixe.
- Le DG-300 Acro est certifié voltige.
- Le DG-303 Elan a des winglets en série et est qualifié pour la classe standard et en voltige. Il est construit par la société AMS-Flight jusqu'à la fin 2005.

## Sources
- DG Flugzeugbau website
- AMS-Flight
- Richard Johnson, A FTE of the DG-300, Soaring, août 1985
- Sailplane Directory